# رشته‌کوه باباداغ
رشته‌کوه باباداغ (انگلیسی: Babatag Range) رشته‌کوهی در کشور تاجیکستان است که در غرب این کشور قرار دارد.